# Infanteriemuseum Rom
Das Infanteriemuseum in Rom (it. Museo Storico della Fanteria) ist ein Militärmuseum des italienischen Heeres. Es befindet sich an der Piazza Santa Croce in Gerusalemme 9, nahe der gleichnamigen Pilgerkirche im Stadtteil Esquilino.

## Ausstellung
Das Museum umfasst 40 Ausstellungsräume auf drei Etagen. Dokumentiert wird die Geschichte der Infanterie von der Antike bis heute. Unter den Exponaten befinden sich Waffen, Uniformen, Fahnen, Wappen und Medaillen, sowie verschiedene Gemälde, Statuen und andere Kunstwerke. Nachgebildet wurden unter anderem die Schlacht von Zama (202 v. Chr.) und ein Schützengraben des Ersten Weltkriegs. Zum Museum gehören eine militärgeschichtliche Bibliothek und ein Archiv.
Der Schwerpunkt der Ausstellung liegt auf der italienischen „Linieninfanterie“. Berücksichtigt werden jedoch auch spezielle Untergattungen der Infanterie wie Grenadiere, Schützen, Gebirgsjäger oder Fallschirmjäger, obwohl diese in Italien zum Teil eigene Museen haben. Unmittelbar neben dem Infanteriemuseum befindet sich das Museum der Granatieri di Sardegna, einer traditionsreichen Gardegrenadiertruppe. Die Bersaglieri haben an der römischen Porta Pia ein eigenes Museum, die Alpini ein Museum in Trient.
Dem Infanteriemuseum angegliedert ist ein kleines Panzermuseum, dessen Verselbständigung und Ausbau geplant ist. Von Bedeutung ist in diesem Zusammenhang das auf Militärfahrzeuge spezialisierte Museo Storico della Motorizzazione Militare in Rom-Cecchignola.

## Geschichte
Nachdem die Bersaglieri 1904 und die Grenadiere 1924 eigene Museen erhalten hatten und für die Alpini im Jahr 1940 mit dem Bau eines Museums begonnen worden war und im Bereich der „Linieninfanterie“ nur einzelne Regimentsmuseen oder Sammlungen vorhanden waren, stellte sich die Frage nach einem zentralen Infanteriemuseum. Verschiedene Initiativen verliefen in diesem Zusammenhang zunächst im Sande, bis es die Generäle Edoardo Scala und Attilio Bruno 1956 erreichten, für das geplante Infanteriemuseum die ehemalige Grenadierkaserne im Rione Esquilino zu erhalten. Nach Um- und Ausbauarbeiten konnte es der damalige Staatspräsident Giovanni Gronchi am 28. Juni 1959 eröffnen. Seit 1986 untersteht es der Infanterieschule in Cesano bei Rom. 1990 wurde das Museum renoviert.